# Targhe d'immatricolazione del Sudan del Sud
Le targhe d'immatricolazione del Sudan del Sud sono in uso dal 2008 anche se non sono state ancora unificate dopo l'indipendenza dal Sudan raggiunta nell'estate 2011 e risultano ancora in uso vengono considerate illegali.
Nel 2013 l'ispettore generale della Polizia sudsudanese Peng Deng Majok aveva annunciato la regolazione delle targhe automobilistiche in breve tempo simile ai Paesi confinanti. Le targhe con la sigla dei vecchi stati avevano causato intimidazioni verso le forze di Polizia provenienti altri ex Stati.

## Targhe regionali 2010-2015
Le targhe regionali in uso sono le seguenti e seguono la divisione degli Stati dal 2010 al 2015, vicino alla sigla dello Stato c'era la bandiera del Sudan del Sud:
| CE 3450 |

Sigle: 
- CE - Equatoria Centrale (Central Equatoria)
- EE - Equatoria Orientale (Eastern Equatoria)
- JO - Jonglei (Jonglei)
- LA - Laghi (Lakes)
- NB - Bahr al-Ghazal Settentrionale (Northern Bahr el Ghazal)
- UN - Alto Nilo (Upper Nile)
- US - Unità (Unity State)
- WA - Warrap (Warrap)
- WB - Bahr al-Ghazal Occidentale (Western Bahr el Ghazal)
- WE - Equatoria Occidentale (Western Equatoria)

## Targhe ufficiali dal 2015
In seguito alla creazione dei 28 nuovi Stati sono state emesse queste targhe unificate, vicino alla scritta SSD c'è la bandiera del Sudan del Sud:
| SSD 001 A |

| SSD 001 A |

## Targhe speciali
| Sigla | Usata da                            |
| ----- | ----------------------------------- |
| CD    | Corpo diplomatico                   |
| NGO   | Organizzazione non governativa      |
| SSG   | Governo del Sudan del Sud           |
| SSPS  | South Sudan National Police Service |
| UN    | Nazioni Unite                       |